# 아프리카 로망스어
아프리카 로망스어 또는 아프리카 라틴어는 로마령 아프리카의 여러 속주에서 사용되던 사멸한 로망스계 언어이다. 기원전 146년 카르타고를 정복하고 이 지역을 다스린 후기 로마 제국과 그 후계 국가들(반달 왕국, 비잔틴 제국의 아프리카 총독부, 마우로-로마 왕국)의 주민인 아프리카 로마인들이 사용하였다. 아프리카 로망스어는 주로 속된 구어로만 사용되어 잘 문증되어 있지 않다. 그러나 서기 3세기 초까지 지역 고유의 라틴어 방언이 이곳에 자리잡았음은 의심의 여지가 없다. 서기 709년 우마이야 칼리파국이 북아프리카를 정복한 이후에도 로망스어는 지역에 따라 기독교도 공동체 사이에서 12세기까지 살아남았던 것으로 보이며, 14세기나 그 이후까지도 내륙의 일부 지역에서 유지되었을 가능성이 시사된다.

## 같이 보기
- 아프리키타스(Africitas)
- 남부 로망스어군
- 영국 라틴어
- 모젤 라틴어
- 판노니아 라틴어